# Lamastu

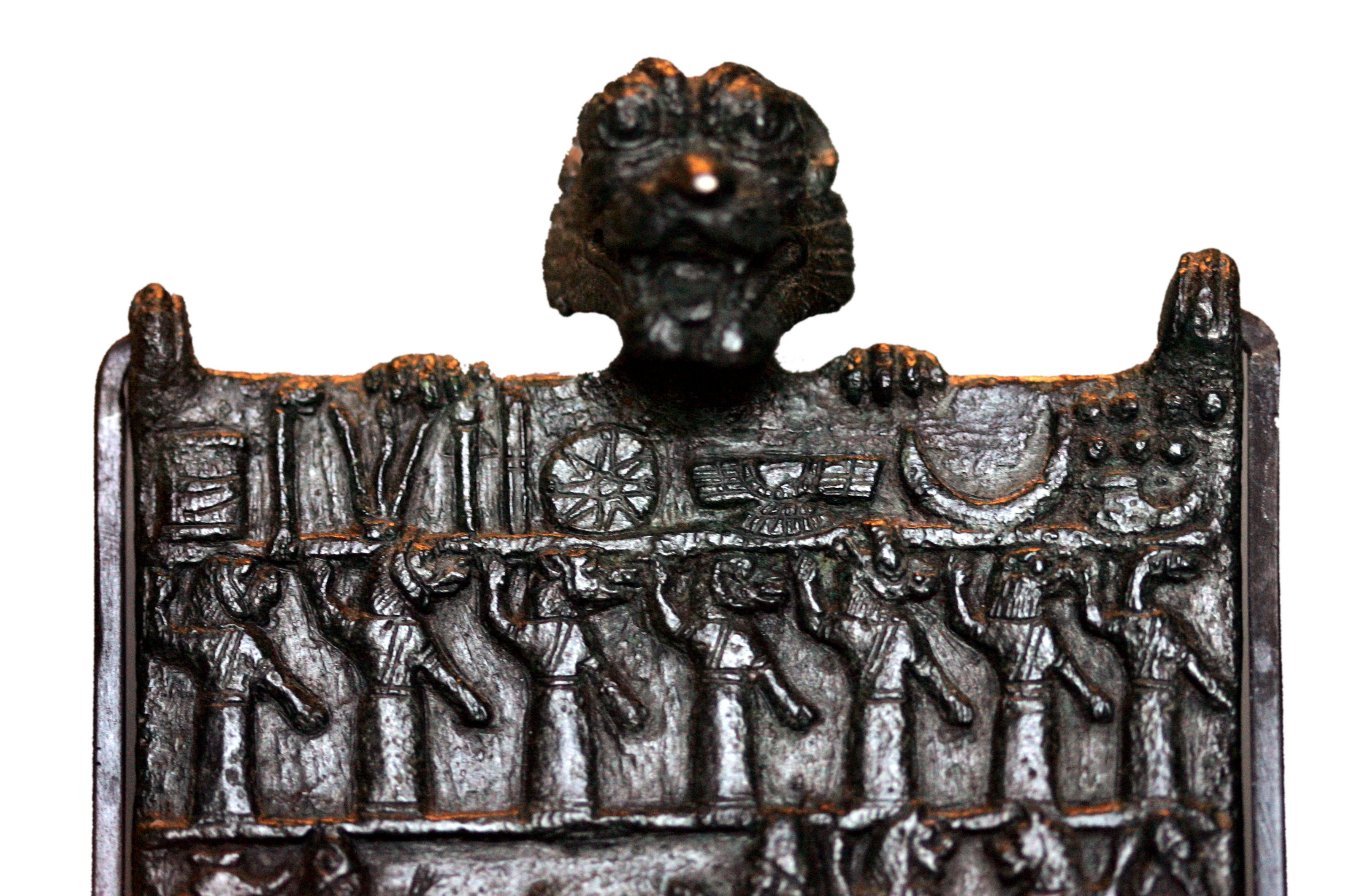
Placa de proteção contra Lamastu

Lamastu (em sumério: Lamaštu) era um demônio feminino, uma deusa maligna que ameaçava as mulheres durante o parto e se alimentava da carne e do sangue dos recém-nascidos após sequestrá-los enquanto estavam sendo amamentados. Era filha do rei dos deuses Anu e Ninursague.